# IC 1913
IC 1913 ist eine Balken-Spiralgalaxie vom Hubble-Typ SBb? im Sternbild Fornax am Südsternhimmel. Sie ist schätzungsweise 60 Millionen Lichtjahre von der Milchstraße entfernt und hat einen Durchmesser von etwa 35.000 Lj.

Im selben Himmelsareal befindet sich u. a. die Galaxie NGC 1288.
Das Objekt wurde im Jahr 1899 von DeLisle Stewart entdeckt.